# Paralelo 15 sur
El paralelo 15 sur es un paralelo que está 15 grados al sur del plano ecuatorial de la Tierra. Cruza el océano Atlántico, África, el océano Índico, Australasia, el océano Pacífico y América del Sur.

## Alrededor del mundo
Comenzando en el meridiano de Greenwich y tomando la dirección este, el paralelo 25º Norte pasa sucesivamente por:
En el paralelo 15 existen problemas ambientales entre los cuales tenemos
| Coordenadas                         | País, territorio o mar | Notas |
| ----------------------------------- | ---------------------- | --- |
| 15°0′S 0°0′E / -15.000, 0.000       | Océano Atlántico       | |
| 15°0′S 12°9′E / -15.000, 12.150     | Angola                 | |
| 15°0′S 22°0′E / -15.000, 22.000     | Zambia                 | |
| 15°0′S 30°13′E / -15.000, 30.217    | Mozambique             | |
| 15°0′S 34°37′E / -15.000, 34.617    | Malaui                 | |
| 15°0′S 35°52′E / -15.000, 35.867    | Mozambique             | |
| 15°0′S 40°39′E / -15.000, 40.650    | Océano Índico          | Canal de Mozambique - pasando justo al norte de la Isla de Mozambique |
| 15°0′S 47°13′E / -15.000, 47.217    | Madagascar             | |
| 15°0′S 50°20′E / -15.000, 50.333    | Océano Índico          | |
| 15°0′S 124°54′E / -15.000, 124.900  | Australia              | Australia Occidental - Pasando a través de la Islas Coronación y el Golfo de Cambridge Territorio del Norte                                                                       |
| 15°0′S 135°31′E / -15.000, 135.517  | Golfo de Carpentaria   | |
| 15°0′S 141°40′E / -15.000, 141.667  | Australia              | Queensland |
| 15°0′S 145°20′E / -15.000, 145.333  | Mar del Coral          | |
| 15°0′S 166°35′E / -15.000, 166.583  | Vanuatu                | Isla Espíritu Santo |
| 15°0′S 167°3′E / -15.000, 167.050   | Mar del Coral          | |
| 15°0′S 168°6′E / -15.000, 168.100   | Vanuatu                | Isla de Maewo |
| 15°0′S 168°8′E / -15.000, 168.133   | Océano Pacífico        | pasando justo al sur del atolón Mataiva, Polinesia Francesa |
| 15°0′S 148°17′O / -15.000, -148.283 | Polinesia Francesa     | Pasando a través de los atolones Tikehau y Rangiroa |
| 15°0′S 147°35′O / -15.000, -147.583 | Océano Pacífico        | pasando justo al norte del atolón Arutua, Polinesia Francesa pasando justo al sur de isla Tikei, Polinesia Francesa pasando justo al sur del atolón Puka Puka, Polinesia Francesa |
| 15°0′S 75°28′O / -15.000, -75.467   | Perú                   | |
| 15°0′S 69°21′O / -15.000, -69.350   | Bolivia                | |
| 15°0′S 60°24′O / -15.000, -60.400   | Brasil                 | Mato Grosso Goiás - durante unos 12 km Mato Grosso - durante unos 8 km Goiás Minas Gerais Estado de Bahía Minas Gerais Estado de Bahía                                            |
| 15°0′S 39°0′O / -15.000, -39.000    | Océano Atlántico       | |